# Thelypteris physematioides
Thelypteris physematioides är en kärrbräkenväxtart som först beskrevs av Oskar Kuhn och Christ, och fick sitt nu gällande namn av Morton. Thelypteris physematioides ingår i släktet Thelypteris och familjen Thelypteridaceae. Inga underarter finns listade.